# South West African Airways
Die South West African Airways (SWAA) war die erste kommerzielle Fluggesellschaft im damaligen Südwestafrika – dem heutigen Namibia – und betrieb von 1930 bis 1935 einige Passagier- und Luftpostlinien innerhalb des Landes und in die Südafrikanische Union (heute Südafrika).

## Geschichte
Im Jahre 1930 schrieb die südafrikanische Mandatsverwaltung die Einrichtung einer kommerziellen Fluggesellschaft mit Luftpost- und Passagier-Dienst für Südwestafrika aus. Den Zuschlag erhielten die Junkers-Flugzeugwerke aus Dessau im Deutschen Reich. Sie hatte zuvor bereits in verschiedenen anderen Erdteilen bekannte Fluggesellschaften betrieben. Das deutsche Werk konnte nun in Afrika verstärkt Fuß fassen.
Junkers bzw. F. Hoepfner gründeten daraufhin im selben Jahr die South West African Airways und eröffnete 1932 zuerst eine wöchentliche Luftpost-Linie zwischen Windhoek und Kimberley in der Südafrikanischen Union.
Der Hauptsitz der SWAA befand sich in Windhoek, der Hauptstadt von Südwestafrika. Die Firmenfarben waren rot und weiß und das Firmenzeichen bestand aus drei stilisierten Flugzeugen innerhalb eines Kreises, von oben gesehen. Die eingesetzten Junkers-Flugzeuge bewährten sich wie schon andernorts auf der Welt hervorragend und keine dieser Maschinen stürzte jemals bei der SWAA ab, ein Grund, weshalb später entsprechende Maschinen und die Nachfolgemodelle von Südafrika selbst geflogen wurden.
SWAA schloss sich 1932 mit Union Airways (UA) zusammen, operierte aber weiter unter eigenem Namen, bis sie mit dieser von der heute noch bestehenden South African Airways (SAA) für 14.000 Rand übernommen wurde.

## Flotte
- 2× Junkers A 50 (u. a. ZS-ACK)
- 1× Junkers F 13[1]
- 2× Douglas DC-4 (u. a. ZS-AUB)[2][3]